# Motteggiana
Motteggiana là một đô thị tại tỉnh Mantova trong vùng Lombardia của Italia, có vị trí cách khoảng 130 km về phía đông nam của Milano và khoảng 15 km về phía nam của Mantova. Tại thời điểm ngày 31 tháng 12 năm 2004, đô thị này có dân số 2.282 người và diện tích là 24,6 km².
Đô thị Motteggiana có các frazioni (các đơn vị trực thuộc, chủ yếu là các làng) Torricella và Villa Saviola.
Motteggiana giáp các đô thị: Borgoforte, Pegognaga, San Benedetto Po, Suzzara, Viadana.